# Stardew Valley
Stardew Valley es un videojuego indie de simulación de granja desarrollado por Eric "ConcernedApe" Barone y publicado por Chucklefish Games (actualmente por ConcernedApe). El juego se lanzó en primer lugar para Windows el 26 de febrero de 2016, y luego para los sistemas operativos OS X y Linux.
En Stardew Valley, el jugador toma el rol de un personaje que se encuentra atrapado en un trabajo de oficina y para escapar de él se va a vivir a la granja de su abuelo, la cual se encuentra en ruinas. La granja se encuentra ubicada en un lugar llamado Pueblo Pelícano. El jugador controla las acciones del personaje, utilizando energía al realizar acciones como regar los cultivos o minar, entre muchos otros. El tiempo y la energía utilizada para realizar las acciones dependiendo del nivel que el personaje cuente en dichas actividades, las cuales aumentan con el tiempo al repetir la tarea una y otra vez.
El juego también cuenta con un carácter social al poder relacionarse con los vecinos del lugar y lograr entablar una amistad e incluso contraer matrimonio con algunos de los personajes solteros del juego.

## Jugabilidad
Stardew Valley es un juego de simulación de granja inspirado en juegos como Harvest Moon. Al principio del juego, el jugador crea su personaje, pudiendo elegir el sexo del mismo, color y tipo de cabello, entre otros. El jugador recibe la granja en ruinas que alguna vez poseyó su abuelo.
El lugar entero se encuentra lleno de maleza y árboles, y la única estructura disponible es la vieja casa del abuelo. La tarea del jugador es limpiar la tierra para poder cultivarla y ganar dinero, éste junto con otros materiales le permitirán construir otros tipos de edificios para criar animales o construir máquinas que transforman la materia prima.
El jugador también puede interactuar con personajes no jugables (NPC) que habitan el pueblo, pudiendo llegar a comprometerse y casarse con alguno de los personajes solteros. Esto deriva en algunas ventajas para el jugador, ya que el NPC ayudará al jugador con algunas tareas de la granja 
Además de las tareas en la granja, el jugador puede pescar, cocinar, crear objetos, explorar cuevas y pelear contra monstruos para obtener distintos tipos de objetos útiles. El jugador puede participar en misiones para ganar dinero adicional, o centrarse en completar las diferentes colecciones de materiales para reparar el centro comunitario del pueblo para obtener recompensas adicionales. 
La mayoría de las actividades (como cultivar o pescar) consumen energía. El jugador debe tener cuidado de que la barra de energía o salud no lleguen a 0, pues será transportado a su casa o al hospital del pueblo, y en algunas ocasiones puede perder dinero u objetos. Esto también ocurre si el personaje se mantiene despierto hasta después de las 2 a. m. en el reloj interno del juego. El juego utiliza un calendario simplificado; cada año tiene únicamente cuatro meses de veintiocho días cada uno y cada mes representa una estación. Dependiendo de la estación, el jugador podrá cultivar solamente algunas semillas y algunas actividades solo ocurren en una determinada estación. Más allá del paso del tiempo para el control de las cosechas y estaciones no hay ninguna fecha límite para completar el juego.
Desde el comienzo se planeó un modo cooperativo para cuatro jugadores, pero no estaba disponible al momento de lanzamiento. En este modo, Eric Barone anticipó que todos los jugadores compartirán una granja común, permitiendo a los jugadores a realizar cualquier tarea relacionada con la granja, como por ejemplo que un jugador explore la mina mientras otros atienden la granja. El modo cooperativo de Stardew Valley fue lanzado en 2018.

## Desarrollo
Stardew Valley fue creado completamente por el diseñador estadounidense de juegos indies Eric Barone, bajo el alias de ConcernedApe. En 2011, Barone se graduó de la Universidad de Washington Tacoma con un grado de informática, pero no había sido capaz de conseguir un trabajo en la industria, por lo que trabajaba como acomodador en el Teatro Primordial de Seattle. Barone quería mejorar sus habilidades computacionales para poder optar a un trabajo mejor, por lo que pensó en crear un videojuego en el cual también podría plasmar su lado artístico. Stardew Valley originalmente empezó como un moderno juego de la serie Harvest Moon creado por fanes, ya que Barone pensaba que "la serie se había desmejorado progresivamente después de Harvest Moon: Back to Nature". Incapaz de encontrar una sustitución satisfactoria, Barone empezó creando un juego similar a la serie, declarando que su intento era "para solucionar los problemas que tuvo con Harvest Moon" ya que "ningún título de la serie nunca tuvo todo junto en una manera perfecta". Barone también se inspiró en otros juegos, incluyendo Animal Crossing, Rune Factory, Minecraft, y Terraria, añadiendo las características vistas en aquellos títulos como trabajo de materiales, búsqueda, y combate.
Inicialmente, consideró lanzar el título en Xbox Live Indie Games debido a la facilidad de publicar en aquella plataforma, pero encontró rápidamente que el público para el juego era mucho más grande de lo que originalmente creía. Barone públicamente anunció el juego en septiembre de 2012, utilizando el sistema Greenlight de Steam para atraer interés en el juego. Después de que el título fue revelado la comunidad mostró un gran interés en el mismo, Barone empezó a trabajar en el título de lleno, comunicándose con la comunidad a través de Reddit y Twitter para actualizar la información sobre su progreso y obtener retroalimentación y propuestas. Finn Brice, director de Chucklefish Games, contactó a Barone y poco después del obtener la luz verde para el proyecto en Steam, Brice ofreció su ayuda para poder publicar el juego. Chucklefish se encargó de las actividades no relacionadas al desarrollo del videojuego, tales como la creación del hospedaje de una wiki. Barone desarrolló el juego durante cuatro años, rehaciéndolo por completo varias veces. Fue el único desarrollador del juego, por lo que frecuentemente trabajar en él le ocupaba 10 horas o más en un día. Barone creó todo el pixel art del juego y la música del mismo, todo esto a la vez que programaba el juego en C# utilizando Microsoft XNA.
Desde su lanzamiento, Stardew Valley ha recibido diversas actualizaciones que han ampliado la experiencia del jugador. En particular, la versión 1.6 para PC, lanzada en 2023, trajo consigo mejoras significativas en el juego. Entre las novedades más destacadas se encuentra la posibilidad de personalizar las relaciones con los personajes no jugables (NPC), lo que permitió una mayor profundidad en el aspecto social del juego. Además, se incorporaron nuevos eventos y misiones, y se optimizó el rendimiento, sobre todo en los sistemas más antiguos. 
También se añadieron más opciones de accesibilidad, como controles de teclado más personalizables, además de una nueva interfaz para facilitar la navegación de los menús. 
El juego, además, ha recibido varios DLC y actualizaciones importantes que han agregado contenido adicional. Estas expansiones han introducido nuevas estaciones, personajes y eventos de temporada que amplían la jugabilidad y mantienen la experiencia fresca para los jugadores. Con cada actualización, Stardew Valley se sigue posicionando como uno de los juegos más completos y queridos en su género.

## Recepción
Stardew Valley recibió opiniones positivas de críticos de juegos y periodistas.
En los primeros dos meses después de su lanzamiento, Stardew Valley se convirtió en uno de los juegos más vendidos en Steam, vendiendo más de cuatrocientas mil copias a través de Steam y Gog.com en dos semanas. Para comienzos de abril, ya había vendido más de un millón de copias. Stardew Valley también cuenta con una activa comunidad que crea sus propias modificaciones, como texturas y características adicionales y sustituciones para el juego así como parches y ampliaciones del juego base.